# دانيال بارون (مخرج)
دانيال بارون (بالإسبانية: Daniel Barone)‏ هو مخرج أرجنتيني، ولد في 21 أغسطس 1965 في بوينس آيرس في الأرجنتين.

## وصلات خارجية
- دانيال بارون على موقع IMDb (الإنجليزية)
- دانيال بارون على موقع ألو سيني (الفرنسية)
- دانيال بارون على موقع أول موفي (الإنجليزية)
- دانيال بارون على موقع قاعدة بيانات الفيلم (الإنجليزية)
- دانيال بارون على موقع كينوبويسك (الروسية)